# Sjællandske Livregiment

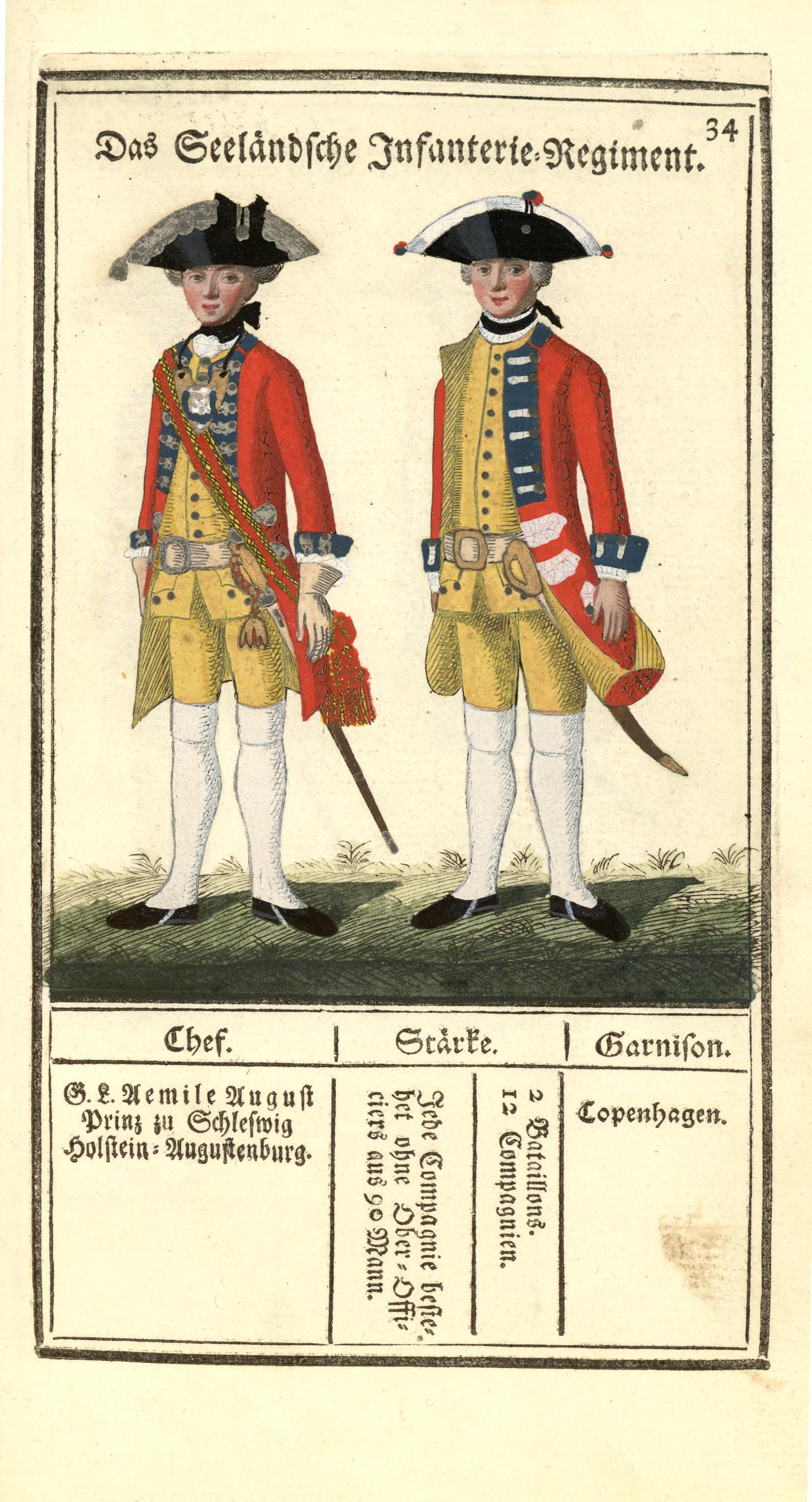
Sjællandske Livregiments uniformer omkring 1760 till 1761 (då benämnt Sjællandske geworbne Regiment).

Sjællandske Livregiment (på svenska: Själlands livregemente), var ett danskt infanteriregemente som var verksamt under olika namn mellan 1614 och 2001.

## Historia
Regementet upprättades den 17 november 1614 då Kristian IV utfärdade en ordinans om uppsättandet av ett nationellt lantvärn. På Själland sattes ett kompani på 200 man upp under Skånska regementet under namnet Sjællandske Kompagni af Skånske Regiment Knægte. Detta gjorde att Sjællandske Livregiment därmed var ett av den danska arméns äldsta förband medan det verkade, jämnårigt med Fynske Livregiment. År 1621 utökades de själländska kompanierna till två stycken på totalt 600 man. Under Trettioåriga kriget slogs de två kompanierna samman och skickades med resten av den danska armén till Tyskland. Där stred kompanierna i slaget vid Lutter am Barenberge den 17 augusti 1626 under vilket de led så stora förluster att de nästan utplånades. Kompanierna bildade sedan stommen i det i april 1628 uppsatta Sjællandske nationale Regiment. Regementet var under Torstenssons krig stationerade vid Kielfjordens östra strand där det arbetade med utbyggnaden av fästningen vid Christianspris (Friedrichsort). Den 28 juli 1644 anfölls regementet av en större svensk styrka vid Neumühlen och höggs ner till nästan sista man.
Under Karl X Gustavs första danska krig delades regementet 1657 upp i 22 kompanier som delades upp för att garnisonera fästningarna i Köpenhamn, Kronborg, Malmö och Helsingborg, samt ingå i fälthären på Själland och Lolland-Falster. År 1658, under Karl X Gustavs andra danska krig, samlades huvuddelen av regementet i Köpenhamn och deltog i stadens försvar under den svenska belägringen. Bland annat deltog regementet den 11 februari 1659 i hårda strider vid det svenska anfallet på Runde Kirkes Bastion, vilket man kunde avvärja. Åren efter Karl X Gustavs krig deltog regementet i utbyggnaderna av fästningarna i Köpenhamn och Nyborg. Sjællandske nationale Regiment delades 1661 upp i två skvadroner: Nordsjællandske nationale Eskadron under överste Georg Møller och Sydsjællandske nationale Eskadron under major Peter Steensberg. År 1666 slogs skvadronerna åter samman till ett regemente under sitt gamla namn.
Under Skånska kriget deltog regementet i erövringen av Wismar 1675, samt erövringarna av Helsingborg, Landskrona och Kristianstad 1676. Efter Skånska kriget omvandlades regementet från ett "nationellt" regemente, alltså bestående av soldater rekryterade ur den danska allmogen, till ett gevorbnet (värvat) regemente bestående av lejda, ofta utländska, yrkessoldater. Under perioden 1689 till 1714 hyrde den danske kungen Fredrik IV ut stora delar av den danska armén till olika krigsskådeplatser på kontinenten. Under Pfalziska tronföljdskriget var regementet från 1689 förlagt på Irland som en del av den engelska kungens fälttåg under det Vilhelmska kriget på Irland. Där deltog regementet bland annat i slaget vid Boyne den 1 juli 1690, samt erövringarna av Cork den 26 september 1690 och Kinsale den 4 oktober 1690. Regementet fortsatte vara i anglo-dansk tjänst under Spanska tronföljdskriget, där det deltog i slaget vid Malplaquet den 11 september 1709.
Den 1 januari 2001 införlivades regementet tillsammans med Danske Livregiment i Gardehusarregimentet.

## Förbandschefer
| - Peder Ibsen Aalborg, 1614–1628 - Jesper Friis, 1628–1633 - Christoffer Steensen, 1633–1651 - Axel Urup, 1651–1655 - Erik Quitzow, 1655–1661 - Henning Quitzow, 1661 - Georg Møller, 1661–1666 - Peter Steensberg, 1661–1666 - Niels Rosenkrantz, 1666–1682 - Jean de la Haye, 1676 - Christian Lange, 1676–1677 - Balthazar Joachim Knoblauch, 1677–1679 - Julius Ernst Tettau, 1679–1684 - Carl Henrik von der Osten, 1676–1682 - Adam Friederich Trampe, 1684–1691 - Hartvig Asche Schack, 1689–1692 - Fabian Eppinger, 1690–1697 - Georg Christoffer Puttkammer, 1696–1704 - Johan Mohrstein, 1701 - Christopher Heilsberger, 1701 - Andreas Harboe, 1701–1704 - Friederich Philip Donop, 1701–1711 - Mogens Kragh, 1703–1715 - Hans Christoffer Schønfeldt, 1704–1706 - Ernst Albrecht af Erbach, 1704–1709 - Laurence de Boysset, 1706–1714 | - Hans Christoffer Roepstorff, 1708–1709 - Johan Friederich Sohr, 1710–1713 - François d'Apremont, 1711–1714 - Christoffer Eichstädt, 1712–1714 - Daniel Ernst Zepelin, 1714–1728 - Johan Henrik Selmer, 1718 - Friederich Woldemar Fölckersahm, 1728–1742 - Georg Ludwig Friedrich av Braunschweig-Lüneburg, 1742–1747 - Emil August av Slesvig-Holsten-Sønderborg-Augustenborg, 1747–1763 - Fredrik av Hessen-Kassel, 1763–1767 - Henning von der Maase, 1767–1768 - Frederik Johansen, 1768–1783 - Casper Adolf Roepstorff, 1783–1789 - Johan Frederik Leth, 1789–1810 - Fredrik VI av Danmark, 1808–1839 - Christoph Daniel Kreber, 1810–1828 - Adolf Karl Frederik Dann, 1828–1830 - Vilhelm Frederik Falck, 1830–1832 - Kristian Peter Bülow, 1833–1840 - Gerhard Christoph Krogh, 1840–1847 - Max Frederik Haxthausen, 1847–1848 - Konrad Ferdinand Schindel, 1848–1849 - Hans Helgesen, 1849 - Otto Christian Severin August Bülow, 1849–1863 - Albert Kristian Johansen Myhre, 1863–1864 - Andreas Bjørn Rothe, 1864–1865 | - Harald Julius Theodor Constantin Schiwe, 1865–1867 - Otto Frederik Vaupell, 1867–1877 - Wulf Jacob Christian Klüwer, 1877–1885 - Conrad Johann Carl Friederich Kranold, 1885–1887 - Frederik Wilhelm Krag, 1887–1897 - Torkil Baden Olrik, 1897 - Niels Marius Ekdal, 1897–1905 - Christian August Hedemann, 1906–1909 - Harald Ditlev Petersen, 1909–1910 - Frederik Christian Erhard Mørch, 1910–1919 - Johan Christian Lund, 1919–1924 - Carl Theodor Niels Sørensen, 1924–1930 - Vilhelm Christian Bisgaard, 1930–1933 - Ferdinand Emil Ernst Bodenhoff, 1933–1938 - Svend Einar Clausen, 1938–1945 - Olaf Bjerregaard, 1945–1946 - Einar Leon Gulløv Carlsen, 1946–1951 - Leo Harder Thorvald Rasmussen, 1951–1956 - Folmer Pedersen, 1956–1960 - Aage Dannheiser Danhuus, 1960–1961 - Vagn Aage Henrik Kvolbæk Laursen, 1961–1963 - Frode Harder Hartvig, 1963–1972 - Birger Nielsen, 1972–1974 - Ib Eugen Jersing, 1974–1976 - Niels Christian Larsen, 1976–1983 - Rasmus Christian Jørgensen, 1983–? |

Källa: Wadschier